# Schongau, Luzern
Schongau är en ort och kommun i distriktet Hochdorf i kantonen Luzern, Schweiz. Kommunen har 1 061 invånare (2023).
Kommunen består av ortsdelarna Niederschongau, Mettmenschongau och Oberschongau.